# Сабаиты
Сабаиты (араб. السبئية‎ — ас-сабаийя) — последователи Абдуллаха ибн Сабы, идейные предшественники «крайних» шиитов (гулат).

## Основатель
Основателем секты является Абдуллах ибн Саба. Мусульманские историки сообщают, что он был иудеем, который принял ислам, но мусульманином не стал. Абдуллах ибн Саба был одним из главных организаторов смуты в Арабском халифате, которая привела к убийству халифа Усмана ибн Аффана. В качестве объекта своих симпатий, Абдуллах ибн Саба избрал Али ибн Абу Талиба. Он говорил о своей любви к Али и активно пропагандировал в его пользу. С целью внесения раскола среди мусульман, он заявлял, что Али был единственным законным наследником пророка Мухаммада.
Когда Али услышал о том, что Абдуллах ибн Саба объявил его воплощением Бога, он решил казнить этого человека. Однако Ибн Аббас отговорил его от этого шага, посчитав это решение нецелесообразным в условиях планируемой новой военной кампании против сирийцев. Тогда Али выслал Абдуллаха ибн Сабу в Мадаин (Ктесифон).
После смерти Али, Абдуллах ибн Саба заявил о том, что на самом деле он не умер, а подобно пророку Исе (Иисусу Христу) вознёсся на небеса и вернётся на землю для установления справедливости. По его словам, вместо Али убили другого человека.

## Взгляды
Суннитские богословы считали сабаитов самым ранним исламским течением, проповедовавшим обожествление Али ибн Абу Талиба. По преданию, Али ибн Абу Талиб приказал сжечь группу сабаитов, провозгласивших его богом, на что те заявили: «Теперь мы знаем, что ты действительно бог, ибо только бог наказывает огнём». Сабаиты отрицали смерть Али и верили в то, что он вернётся для мести и восстановит справедливость. Они провозгласили Али преемником завещания пророка Мухаммада, первыми выдвинули идею об «остановке» (таваккуф) имамата Али и о его «возвращении» (ар-радж’а) в качестве мессии (Махди) до Дня воскресения (киямат). Эти идеи в дальнейшем получили развитие в среде кайсанитов, которые разработали идею о «скрытом состоянии» (аль-гайба) имамов и их возвращении в качестве мессии.